# Ministère du Transport (Tunisie)
Pour les autres articles nationaux ou selon les autres juridictions, voir Ministère des Transports.
Le ministère du Transport (arabe : وزارة اﻟﻨﻘﻞ), est le ministère tunisien chargé de la politique en matière de transport.

## Missions et attributions
Conformément au décret no 2014-209 du 16 janvier 2014, le ministère du Transport a pour mission d'établir, maintenir et développer un système de transport global, intégré et coordonné qui contribue à promouvoir le développement économique et social durable et assure la satisfaction des besoins des personnes en transport dans les meilleures conditions possibles, notamment en matière de sécurité, de sûreté, de coût, de qualité et de protection de l'environnement. Le système de transport comprend les activités de transport et de circulation terrestres, maritimes et aériens, de la logistique, de la location des véhicules et de la météorologie. Pour accomplir sa mission, le ministère est chargé de définir la politique générale, les plans et les programmes dans le domaine du transport et suivre leur exécution, et ce en exerçant notamment les attributions suivantes :
- élaborer et mettre en œuvre la politique de l'État dans les domaines de sa compétence et proposer et suivre l'exécution des objectifs qualitatifs et quantitatifs et les programmes d'investissement à réaliser dans le cadre des plans de développement ;
- donner un avis sur les schémas d'aménagement du territoire et les plans d'aménagement urbain et de détail, sur les programmes de développement régional et sur les projets d'infrastructure relatifs aux domaines de sa compétence et les prendre en considération dans les plans de transport ;
- réaliser les recherches et études prospectives sectorielles, mettre en place les stratégies de développement et de modernisation du système de transport, élaborer les plans directeurs de transport en coordination avec les parties concernées et veiller à leur mise en œuvre ;
- veiller au développement des ressources humaines dans le domaine du transport par la promotion de la formation et de l'apprentissage professionnel, œuvrer en collaboration avec les parties concernées à satisfaire les besoins croissants en cadres spécialisés et mettre en place les mécanismes d'évaluation et de suivi ;
- élaborer les programmes et les plans relatifs à la sécurité du transport et à la qualité des services et veiller à leur réalisation ;
- superviser l'élaboration et le suivi d'exécution du programme national de sûreté de l'aviation civile et participer à l'élaboration et au suivi d'exécution des programmes du gouvernement en matière de sûreté des ports maritimes de commerce et du transport maritime ;
- participer à l'élaboration de la politique fiscale dans les domaines de sa compétence ;
- étudier et suivre les questions à caractère juridique et élaborer les projets de textes législatifs et réglementaires relatifs aux domaines de sa compétence ;
- participer à l'élaboration et à l'exécution des programmes de maîtrise de la consommation d'énergie, d'utilisation des énergies alternatives et de protection de l'environnement, en collaboration avec les ministères, les professionnels et les organismes concernés ;
- développer le système statistique relatif aux domaines de sa compétence ;
- développer les programmes de coopération internationale dans les domaines de sa compétence, en coordination avec les organismes concernés et consolider les relations avec les institutions et organismes internationaux et régionaux traitant des questions relevant de la compétence du ministère et participer aux négociations internationales bilatérales ou multilatérales ;
- développer la fonction d'information et de communication dans les domaines de sa compétence, en collaboration avec les organismes concernés et consolider les relations et la coordination avec les associations civiles et les organisations nationales ayant un rapport avec les domaines de sa compétence.

Le ministère est chargé de superviser les activités de transport et de contrôler leur bonne marche à travers l'exercice, notamment, des attributions suivantes :
- organiser les activités relevant des domaines de sa compétence, suivre et contrôler l'exercice des diverses activités et professions du secteur, conformément à la législation et à la réglementation en vigueur ;
- fixer les tarifs des services relevant de sa compétence, conformément à la législation en vigueur, en coordination avec les ministères et organismes concernés ;
- exercer la tutelle sur les établissements et entreprises publics et les sociétés à participations publiques relevant du ministère, conformément à la législation et à la réglementation en vigueur ;
- promouvoir le transport multimodal et développer les zones logistiques en vue de faciliter les opérations de transport et renforcer la compétitivité des établissements nationaux ;
- intensifier l'utilisation des applications des nouvelles technologies de l'information et de la communication dans les différents domaines relevant de sa compétence pour assurer l'exploitation optimale des moyens et de l'infrastructure de transport ;
- accorder les concessions dans les domaines de sa compétence, conformément à la législation et à la réglementation en vigueur et suivre leur réalisation ;
- exercer la tutelle sur les activités relatives à la météorologie, à la sismologie et à l'astronomie et participer à l'élaboration de la stratégie nationale en matière de changements climatiques en coordination avec les ministères et organismes concernés ;
- procéder à la délivrance des documents de circulation du matériel ferroviaire et assurer son contrôle technique, conformément à la législation et la réglementation en vigueur.

## Organisation
Conformément au décret no 2014-410 du 16 janvier 2014, les services centraux du ministère du Transport sont organisés comme suit : 
- Cabinet
  - Inspection générale
  - Bureau des relations avec le citoyen
  - Bureau de l'information et de la communication
  - Bureau de l'action gouvernementale et parlementaire
  - Bureau de permanence
  - Cellule des affaires régionales
  - Cellule d'encadrement des investisseurs
  - Cellule de bonne gouvernance
  - Bureau d'ordre central
- Secrétariat général : le secrétaire général est assisté dans la réalisation de ses missions par un directeur d'administration centrale et un sous-directeur d'administration centrale
  - Direction générale de la stratégie et des établissements et entreprises publics
  - Direction générale des affaires administratives, financières et des moyens généraux
  - Direction générale des affaires juridiques, du contentieux et de la gestion des documents et des archives
  - Direction générale du développement administratif, des systèmes d'information et du transport intelligent
  - Cellule de suivi des grands marchés publics
- Direction générale des transports terrestres
  - Direction de l'organisation des transports terrestres
  - Direction de la circulation
  - Direction des études et du développement
  - Direction de la sécurité
  - Direction du contrôle
  - Service des affaires générales
- Direction générale de l'aviation civile
  - Direction des activités de l'aviation civile et de la formation
  - Direction du transport aérien
  - Direction de la sécurité aérienne
  - Direction de sûreté de l'aviation civile
  - Bureau des études et de coordination de la recherche et du sauvetage
  - Service des affaires générales
- Direction générale du transport maritime et des ports maritimes de commerce
  - Direction du transport maritime
  - Direction des ports maritimes de commerce
  - Direction des professions de transport maritime
  - Service des affaires générales
- Direction générale de la logistique et du transport multimodal
  - Direction de la logistique et du transport multimodal
  - Observatoire de la logistique et du transport multimodal
  - Bureau de la coopération internationale et des relations extérieures
  - Bureau des enquêtes et accidents
    - Direction des enquêtes sur les accidents de l'aviation civile
      - Service des incidents de la navigation aérienne
      - Service des accidents et des incidents d'aéronefs

    - Direction des enquêtes sur les accidents de la marine marchande et des ports maritimes de commerce
      - Service des enquêtes techniques

    - Direction des enquêtes sur les accidents des transports terrestres
      - Service des enquêtes sur les accidents de chemins de fer
      - Service des enquêtes sur les accidents d'autobus et autocars de transport public

## Établissements sous tutelle
- Société nationale des chemins de fer tunisiens
- Agence technique des transports terrestres
- Société des transports de Tunis
- Société du réseau ferroviaire rapide
- Société nationale de transport interurbain
- Société des travaux ferroviaires
- Société régionale de transport de Bizerte
- Société régionale de transport du gouvernorat de Nabeul
- Société de transport du Sahel
- Société régionale de transport de Béja
- Société régionale de transport du Kef
- Société régionale de transport de Jendouba
- Société régionale de transport de Kairouan
- Société régionale de transport de Sfax
- Société régionale de transport de Gabès
- Société régionale de transport de Gafsa
- Société régionale de transport de Kasserine
- Société régionale de transport de Médenine
- Office de la marine marchande et des ports
- Compagnie tunisienne de navigation
- Société tunisienne d'acconage et de manutention
- Société nouvelle de transport de Kerkennah
- Institut méditerranéen de formation aux métiers maritimes
- Office de l'aviation civile et des aéroports
- Société tunisienne de l'air
- Institut national de la météorologie

## Ministre
Le ministre du Transport est nommé par le président de la République tunisienne sur proposition du chef du gouvernement. Il dirige le ministère et participe au Conseil des ministres.

### Historique
Le ministre actuel est Rachid Amri, titulaire du portefeuille dans le gouvernement Madouri/Zaafrani, depuis le 25 août 2024.

### Liste
| Image                                      | Nom                                                                          | Parti                         |  | Gouvernement                                                                       | Début du mandat   | Fin du mandat     |
| ------------------------------------------ | ---------------------------------------------------------------------------- | ----------------------------- |  | ---------------------------------------------------------------------------------- | ----------------- | ----------------- |
|                                            | Ezzeddine Abassi                                                             | Néo-Destour                   |  | Gouvernement Bourguiba II                                                          | 30 décembre 1958  | 7 octobre 1961    |
|                                            | Lassaad Ben Osman                                                            | PSD                           |  | Gouvernement Nouira                                                                | 30 novembre 1973  | 25 septembre 1974 |
|                                            | Abdallah Farhat                                                              | PSD                           |  | Gouvernement Nouira                                                                | 25 septembre 1974 | 31 mai 1976       |
|                                            | Abdelhamid Sassi                                                             | PSD                           |  | Gouvernement Nouira                                                                | 31 mai 1976       | 7 novembre 1979   |
|                                            | Hassen Belkhodja                                                             | PSD                           |  | Gouvernement Nouira                                                                | 7 novembre 1979   | 15 avril 1980     |
|                                            | Sadok Ben Jemâa                                                              | PSD                           |  | Gouvernement Nouira Gouvernement Mohamed Mzali                                     | 15 avril 1980     | 25 novembre 1983  |
|                                            | Brahim Khouaja                                                               | PSD                           |  | Gouvernement Mohamed Mzali                                                         | 25 novembre 1983  | 23 octobre 1985   |
|                                            | Mohamed Kraïem                                                               | PSD                           |  | Gouvernement Mohamed Mzali                                                         | 23 octobre 1985   | 30 mars 1987      |
|                                            | Mansour Skhiri                                                               | PSD                           |  | Gouvernement Sfar Gouvernement Ben Ali                                             | 30 mars 1987      | 7 novembre 1987   |
|                                            | Abderrazak Kéfi                                                              | PSD RCD                       |  | Gouvernement Hédi Baccouche I                                                      | 7 novembre 1987   | 27 juillet 1988   |
|                                            | Ahmed Smaoui                                                                 | RCD                           |  | Gouvernement Hédi Baccouche II Gouvernement Hédi Baccouche III Gouvernement Karoui | 27 juillet 1988   | 20 février 1991   |
|                                            | Faouzi Belkahia                                                              | RCD                           |  | Gouvernement Karoui                                                                | 20 février 1991   | 9 juin 1992       |
|                                            | Tahar Hadj Ali                                                               | RCD                           |  | Gouvernement Karoui                                                                | 9 juin 1992       | 1er juin 1994     |
|                                            | Mondher Zenaidi                                                              | RCD                           |  | Gouvernement Karoui                                                                | 1er juin 1994     | 13 juin 1996      |
|                                            | Sadok Rabah                                                                  | RCD                           |  | Gouvernement Karoui                                                                | 13 juin 1996      | 9 octobre 1997    |
|                                            | Houcine Chouk                                                                | RCD                           |  | Gouvernement Karoui Gouvernement Ghannouchi I                                      | 9 octobre 1997    | 5 septembre 2002  |
|                                            | Sadok Rabah (regroupement des ministères du Transport et des Communications) | RCD                           |  | Gouvernement Ghannouchi I                                                          | 5 septembre 2002  | 10 novembre 2004  |
|                                            | Abderrahim Zouari                                                            | RCD                           |  | Gouvernement Ghannouchi I                                                          | 10 novembre 2004  | 14 janvier 2011   |
|                                            | Slaheddine Malouche                                                          | RCD                           |  | Gouvernement Ghannouchi I Gouvernement Ghannouchi II                               | 14 janvier 2011   | 27 janvier 2011   |
|                                            | Yassine Brahim                                                               | Indépendant                   |  | Gouvernement Ghannouchi II Gouvernement Caïd Essebsi                               | 27 janvier 2011   | 1er juillet 2011  |
|                                            | Salem Miladi                                                                 | Indépendant                   |  | Gouvernement Caïd Essebsi                                                          | 1er juillet 2011  | 24 décembre 2011  |
|                                            | Abdelkrim Harouni                                                            | Ennahdha                      |  | Gouvernement Jebali Gouvernement Larayedh                                          | 24 décembre 2011  | 29 janvier 2014   |
|                                            | Chiheb Ben Ahmed                                                             | Indépendant                   |  | Gouvernement Jomaa                                                                 | 29 janvier 2014   | 6 février 2015    |
|                                            | Mahmoud Ben Romdhane                                                         | Nidaa Tounes                  |  | Gouvernement Essid                                                                 | 6 février 2015    | 12 janvier 2016   |
|                                            | Anis Ghedira                                                                 | Nidaa Tounes                  |  | Gouvernement Essid Gouvernement Chahed                                             | 12 janvier 2016   | 6 septembre 2017  |
|                                            | Radhouane Ayara                                                              | Nidaa Tounes                  |  | Gouvernement Chahed                                                                | 6 septembre 2017  | 14 novembre 2018  |
|                                            | Hichem Ben Ahmed                                                             | Afek Tounes puis Tahya Tounes |  | Gouvernement Chahed                                                                | 14 novembre 2018  | 8 novembre 2019   |
|                                            | René Trabelsi (intérim)                                                      | Indépendant                   |  | Gouvernement Chahed                                                                | 8 novembre 2019   | 27 février 2020   |
| Ministère du Transport et de la Logistique |                                                                              |                               |  |                                                                                    |                   |                   |
|                                            | Anouar Maârouf (avec rang de ministre d'État)                                | Ennahdha                      |  | Gouvernement Fakhfakh                                                              | 27 février 2020   | 15 juillet 2020   |
|                                            | Mohamed Fadhel Kraiem (intérim)                                              | Indépendant                   |  | Gouvernement Fakhfakh                                                              | 15 juillet 2020   | 2 septembre 2020  |
|                                            | Moez Chakchouk                                                               | Indépendant                   |  | Gouvernement Mechichi                                                              | 2 septembre 2020  | 11 octobre 2021   |
| Ministère du Transport                     |                                                                              |                               |  |                                                                                    |                   |                   |
|                                            | Rabie Majidi                                                                 | Indépendant                   |  | Gouvernement Bouden/Hachani                                                        | 11 octobre 2021   | 12 mars 2024      |
|                                            | Sarra Zaafrani (intérim)                                                     | Indépendante                  |  | Gouvernement Hachani/Madouri                                                       | 12 mars 2024      | 25 août 2024      |
|                                            | Rachid Amri                                                                  | Indépendant                   |  | Gouvernement Madouri/Zaafrani                                                      | 25 août 2024      | en cours          |